# Батарея 3R12

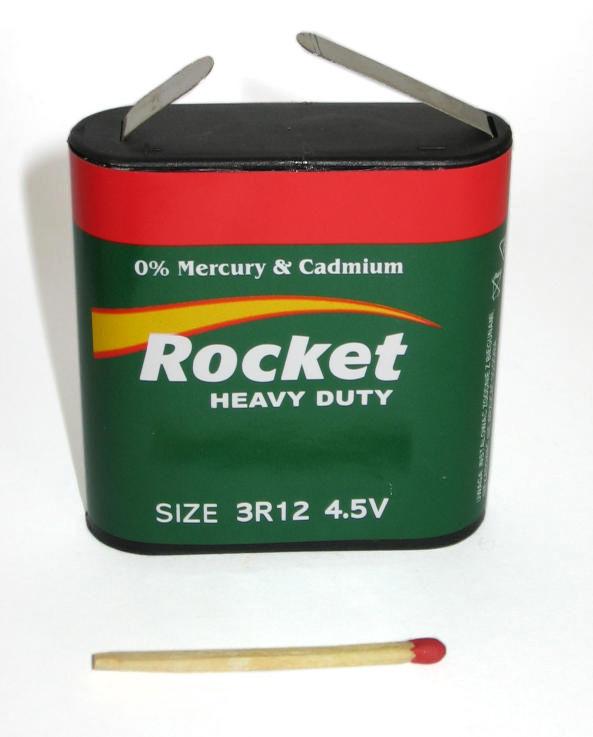
Батарея 3R12

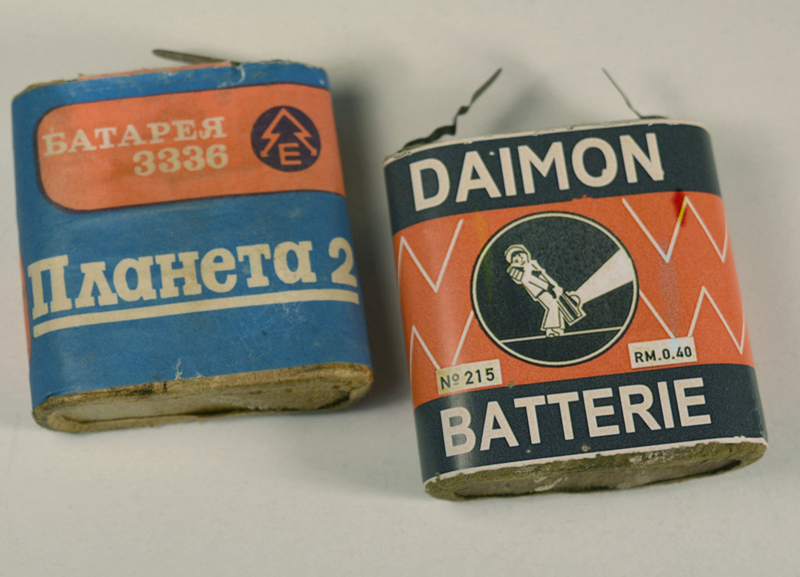
Оригінальна батарея Daimon та радянський аналог Планета-2

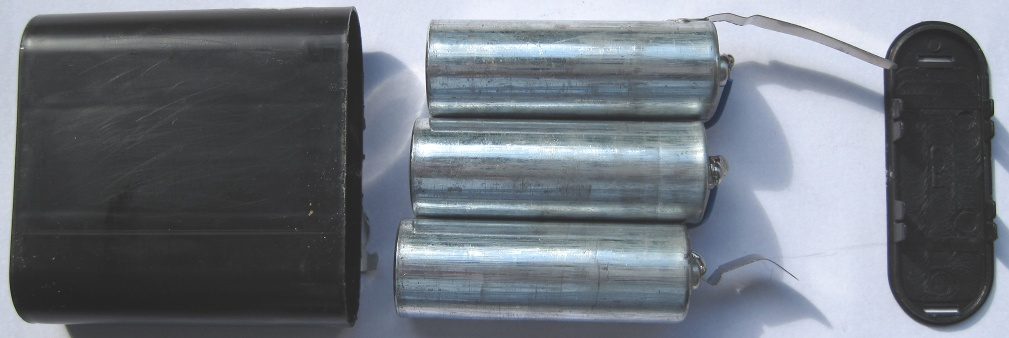
Три елементи розібраної батареї 3R12

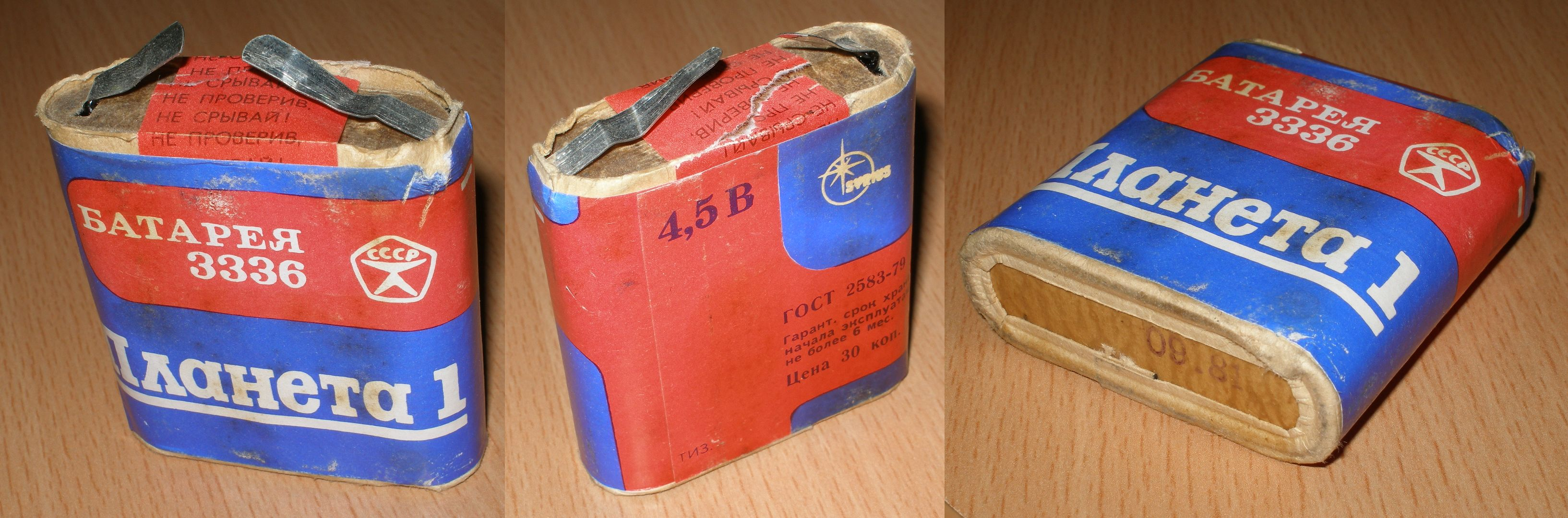
Батарея 3336 «Планета-1» радянського виробництва, 1981 рік

Батаре́я 3R12B (також R12, 336) — типорозмір гальванічних елементів широкого застосування, складається з трьох елементів типорозміру R12 (КБ, 336) в загальному корпусі, з'єднаних послідовно. Виводи батареї мали різну довжину: коротший — «+», довший — «–». Батареї призначалися для кишенькових ліхтарів і відомі з початку XX ст.

## Історія
«Квадратну» батарейку винайшов німецький винахідник та підприємець, засновник фірми DAIMON, Пауль Шмідт (нім. Paul Schmidt) в 1901 році. Він розпочав масове виробництво запатентованої ним сухої батареї напругою 4,5 В, та популярних кишенькових ліхтарів, в якому вони застосовувались.
В СРСР в 1950-ті –60-ті роки батарея мала торгову назву КБС (кишенькова батарея суха), а пізніше 3336 і «Планета». Лужний варіант галетної конструкції випускався також під маркою «Рубін» (аналогічної до «Крона-ВЦ») і мав значно більшу ємність, але був розрахований на невеликі струми розряду.
У просторіччі батарейка називалася «плоска» або «квадратна батарейка». Застосовувалася в кишенькових ліхтарях, деяких радіоприймачах, дитячих іграшках, авометрах і т.п.
Ранні версії батареї збиралися в картонному футлярі, залитому зверху (з боку контактів) смолою, сучасні мають пластмасовий футляр.
Під типорозмір 3R12B також випускалися адаптери, які представляли собою пластмасовий бокс, в який вставлялися три елементи типорозміру R6 (316) або R10 (332).

## Технічні характеристики
- Розміри: 63×60×22 мм.
- ЕРС: 4,5 В.
- Ємність при розряді малими струмами, що не перевищують десятки мА: 500–700 мА·г.

## Цікаві факти
- Придатність батареї зазвичай перевіряли язиком — при торканні одночасно двох контактів відчувався яскравий металево-кислий присмак.